# Kate Markgraf

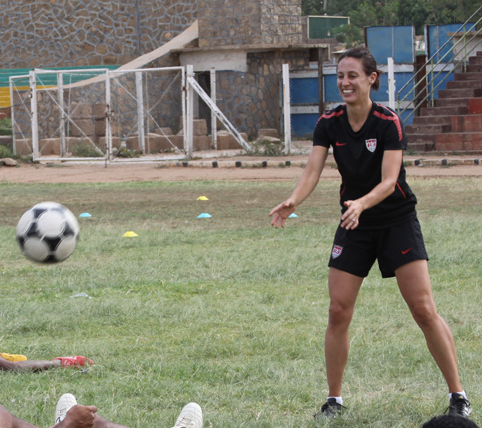
Kate Markgraf (2012)

Kathryn Michele Markgraf (* 23. August 1976 in Bloomfield Hills als Kathryn Michele Sobrero) ist eine ehemalige US-amerikanische Fußballspielerin, die in der Abwehr spielte.
Markgraf begann ihre Karriere an der Detroit County Day School, wo sie sowohl im Fußball als auch im Volleyball zahlreiche Titel und Auszeichnungen errang. Nach der Schule studierte sie an der University of Notre Dame. Mit der Collegemannschaft gewann sie 1995 die nationale Meisterschaft. 
1998 debütierte sie in einem Spiel gegen Argentinien in der US-Nationalmannschaft. Ein Jahr später wurde sie Weltmeisterin. Bei den Weltmeisterschaften 2003 und 2007 belegte sie mit der US-Auswahl jeweils den dritten Platz. Bis 2010 bestritt sie 201 Länderspiele für das amerikanische Frauennationalteam.
Sie nahm 2000, 2004 und 2008 an den Olympischen Spielen teil. 2000 gewann sie Silber und 2004 sowie 2008 die Goldmedaille. In der Profiliga WUSA spielte sie von 2001 bis 2003 für die Boston Breakers, für die auch die Deutschen Maren Meinert und Bettina Wiegmann aktiv waren. Später spielte Markgraf noch in der schwedischen Damallsvenskan für KIF Örebro. Ebenfalls spielte sie für die Chicago Red Stars in der WPS. Sie gehört zu den 24 Frauen, die mehr Länderspiele als männliche Fußballspieler bestritten haben.
Seit 2003 ist sie mit dem Fußballspieler Chris Markgraf verheiratet.